# Torneo Apertura 2019 (Colombia)
El Torneo Apertura 2019 fue la octogésima novena (89a.) edición de la Categoría Primera A del fútbol profesional colombiano, siendo el primer torneo de la temporada 2019. El campeón de este torneo clasificó a la Copa Libertadores 2020 y a la Superliga de Colombia 2020.
Junior ganó su noveno título en la máxima categoría del fútbol colombiano, luego de derrotar en la final al Deportivo Pasto por tiros desde el punto penal. Después de ganar 1-0 en la ida en Barranquilla y perder el partido de vuelta en Bogotá por el mismo marcador, Junior venció 5-4 en la tanda de penales para obtener su segundo título consecutivo.
Según la Dimayor, aproximadamente asistieron 1 654 253 espectadores a los 226 partidos, arrojando un promedio de 7319 espectadores por partido.

## Sistema de juego
El sistema de juego en el Torneo Apertura se estableció el 19 de diciembre del 2018 en la asamblea de la Dimayor.
Se jugó en un sistema de tres fases: en la primera, los equipos jugaron 19 jornadas todos contra todos, además de una jornada de "clásicos"; los ocho primeros clasificados después de las 20 jornadas se distribuyeron en dos cuadrangulares donde el primero y el segundo de la tabla general fueron a cuadrangulares diferentes como cabezas de serie, el cuadrangular del resto de clasificados se determinó por sorteo y los equipos de cada cuadrangular se enfrentaron en 6 jornadas todos contra todos con ida y vuelta; los ganadores de los cuadrangulares se enfrentaron en partidos de ida y vuelta para definir el campeón del torneo que clasificó a la Superliga y a la Copa Libertadores.  
Las parejas establecidas por la Dimayor para la fecha de clásicos fueron las siguientes:
- Santa Fe vs. Millonarios (Clásico capitalino)
- América de Cali vs. Deportivo Cali (Clásico vallecaucano)
- Atlético Nacional vs. Independiente Medellín (Clásico paisa)
- Atlético Bucaramanga vs. Cúcuta Deportivo (Clásico del oriente colombiano)
- Junior vs. Unión Magdalena (Clásico costeño)
- Atlético Huila vs. Deportes Tolima (Clásico del Tolima Grande)
- Envigado F. C. vs. Rionegro Águilas (Clásico joven de Antioquia)
- Deportivo Pasto vs. Once Caldas
- La Equidad vs. Patriotas
- Alianza Petrolera vs. Jaguares

## Equipos participantes

### Relevo anual de clubes
| Ascendidos a la Primera A                     |
| --------------------------------------------- |
| Cúcuta Deportivo (Campeón de la Primera B)    |
| Unión Magdalena (Subcampeón de la Primera B ) |

| Descendidos a la Primera B                                |
| --------------------------------------------------------- |
| Boyacá Chicó (2º Peor promedio acumulado en la Primera A) |
| Itagüí Leones (Peor promedio acumulado en la Primera A)   |

### Datos de los clubes
• El Deportivo Pasto muda su localía a Ipiales debido a la remodelación del Estadio Departamental Libertad.
| Equipo                 | Entrenador            | Ciudad/Municipio | Estadio                        | Aforo  | Marca          | Patrocinador principal      |
| ---------------------- | --------------------- | ---------------- | ------------------------------ | ------ | -------------- | --------------------------- |
| Alianza Petrolera      | César Torres          | Barrancabermeja  | Daniel Villa Zapata            | 10.400 | Attlé Deportes | Alcaldía de Barrancabermeja |
| América de Cali        | Jersson González      | Cali             | Olímpico Pascual Guerrero      | 42.000 | Umbro          | Pepsi                       |
| Atlético Bucaramanga   | Óscar Serrano         | Bucaramanga      | Alfonso López                  | 28.000 | New Victory    | Freska Leche                |
| Atlético Huila         | Luis Fernando Herrera | Neiva            | Guillermo Plazas Alcid         | 25.000 | Attlé Deportes | Electrohuila                |
| Atlético Nacional      | Alejandro Restrepo    | Medellín         | Atanasio Girardot              | 48.700 | Nike           | Postobón                    |
| Cúcuta Deportivo       | Sebastián Méndez      | Cúcuta           | General Santander              | 45.000 | Attlé Deportes | Alcaldía de Cúcuta          |
| Deportes Tolima        | Alberto Gamero        | Ibagué           | Manuel Murillo Toro            | 36.000 | Sheffy         | Glacial                     |
| Deportivo Cali         | Lucas Pusineri        | Cali             | Deportivo Cali                 | 42.000 | Puma           | Siesa                       |
| Deportivo Pasto        | Alexis García         | Ipiales          | Municipal de Ipiales           | 7.000  | Attlé Deportes | Aguardiente Nariño          |
| Envigado F. C.         | Eduardo Lara          | Envigado         | Polideportivo Sur              | 14.000 | Novo           | Pool                        |
| Independiente Medellín | Ricardo Calle         | Medellín         | Atanasio Girardot              | 48.700 | Puma           | Colanta                     |
| Jaguares               | Oscar Upegui          | Montería         | Jaraguay                       | 12.000 | Kimo           | Colanta                     |
| Junior                 | Julio Comesaña        | Barranquilla     | Metropolitano Roberto Meléndez | 50.000 | New Balance    | Olímpica                    |
| La Equidad             | Humberto Sierra       | Bogotá           | Metropolitano de Techo         | 10.000 | Puma           | Equidad Seguros             |
| Millonarios            | Jorge Luis Pinto      | Bogotá           | Nemesio Camacho El Campín      | 40.000 | Adidas         | Pepsi                       |
| Once Caldas            | Hubert Bodhert        | Manizales        | Palogrande                     | 43.600 | Erreà          | Colanta                     |
| Patriotas              | Diego Corredor        | Tunja            | La Independencia               | 22.000 | Attlé Deportes | Aguardiente Líder           |
| Rionegro Águilas       | Eduardo Cruz          | Rionegro         | Alberto Grisales               | 14.000 | Sheffy         | Alcaldía de Rionegro        |
| Santa Fe               | Gerardo Bedoya        | Bogotá           | Nemesio Camacho El Campín      | 40.000 | Umbro          | BetPlay                     |
| Unión Magdalena        | Harold Rivera         | Santa Marta      | Estadio Sierra Nevada          | 18.000 | FSS            | Olímpica                    |

#### Cambio de entrenadores
| Equipo                 | Entrenador saliente   | Fecha de salida       | Reemplazado por       | Fecha de llegada      |
| ---------------------- | --------------------- | --------------------- | --------------------- | --------------------- |
| Santa Fe               | Guillermo Sanguinetti | 10 de febrero de 2019 | Gerardo Bedoya        | 23 de febrero de 2019 |
| Atlético Bucaramanga   | Flabio Torres         | 18 de febrero de 2019 | Carlos Giraldo        | 18 de febrero de 2019 |
| Rionegro Águilas       | Jorge Luis Bernal     | 1 de marzo de 2019    | Ever Hugo Almeida     | 11 de marzo de 2019   |
| Jaguares               | John Jairo Bodmer     | 14 de marzo de 2019   | Oscar Upegui          | 15 de marzo de 2019   |
| Atlético Huila         | Dayron Pérez          | 18 de marzo de 2019   | Luis Fernando Herrera | 19 de marzo de 2019   |
| Rionegro Águilas       | Ever Hugo Almeida     | 4 de abril de 2019    | Eduardo Cruz          | 4 de abril de 2019    |
| Independiente Medellín | Octavio Zambrano      | 5 de abril de 2019    | Ricardo Calle         | 5 de abril de 2019    |
| América de Cali        | Fernando Castro       | 15 de abril de 2019   | Jersson González      | 23 de abril de 2019   |
| Atlético Bucaramanga   | Carlos Giraldo        | 22 de abril de 2019   | Óscar Serrano         | 22 de abril de 2019   |
| Junior                 | Luis Fernando Suárez  | 3 de mayo de 2019     | Julio Comesaña        | 5 de mayo de 2019     |
| Atlético Nacional      | Paulo Autuori         | 24 de mayo de 2019    | Alejandro Restrepo    | 24 de mayo de 2019    |

### Localización
| Antioquia          | 4 | Atlético Nacional, Envigado F. C., Independiente Medellín y Rionegro Águilas | Unión Junior Jaguares Cúcuta Bucaramanga Alianza Medellín Envigado R. Águilas Patriotas Caldas Bogotá · Tolima Cali América Huila Dep. Pasto Equipos de Bogotá: · La Equidad · Millonarios · Santa Fe Equipos de Medellín: · Atlético Nacional · Independiente Medellín |
| Bogotá, D. C.      | 3 | La Equidad, Millonarios y Santa Fe                                           | Unión Junior Jaguares Cúcuta Bucaramanga Alianza Medellín Envigado R. Águilas Patriotas Caldas Bogotá · Tolima Cali América Huila Dep. Pasto Equipos de Bogotá: · La Equidad · Millonarios · Santa Fe Equipos de Medellín: · Atlético Nacional · Independiente Medellín |
| Santander          | 2 | Alianza Petrolera y Atlético Bucaramanga                                     | Unión Junior Jaguares Cúcuta Bucaramanga Alianza Medellín Envigado R. Águilas Patriotas Caldas Bogotá · Tolima Cali América Huila Dep. Pasto Equipos de Bogotá: · La Equidad · Millonarios · Santa Fe Equipos de Medellín: · Atlético Nacional · Independiente Medellín |
| Valle del Cauca    | 2 | América de Cali y Deportivo Cali                                             | Unión Junior Jaguares Cúcuta Bucaramanga Alianza Medellín Envigado R. Águilas Patriotas Caldas Bogotá · Tolima Cali América Huila Dep. Pasto Equipos de Bogotá: · La Equidad · Millonarios · Santa Fe Equipos de Medellín: · Atlético Nacional · Independiente Medellín |
| Atlántico          | 1 | Junior                                                                       | Unión Junior Jaguares Cúcuta Bucaramanga Alianza Medellín Envigado R. Águilas Patriotas Caldas Bogotá · Tolima Cali América Huila Dep. Pasto Equipos de Bogotá: · La Equidad · Millonarios · Santa Fe Equipos de Medellín: · Atlético Nacional · Independiente Medellín |
| Boyacá             | 1 | Patriotas                                                                    | Unión Junior Jaguares Cúcuta Bucaramanga Alianza Medellín Envigado R. Águilas Patriotas Caldas Bogotá · Tolima Cali América Huila Dep. Pasto Equipos de Bogotá: · La Equidad · Millonarios · Santa Fe Equipos de Medellín: · Atlético Nacional · Independiente Medellín |
| Caldas             | 1 | Once Caldas                                                                  | Unión Junior Jaguares Cúcuta Bucaramanga Alianza Medellín Envigado R. Águilas Patriotas Caldas Bogotá · Tolima Cali América Huila Dep. Pasto Equipos de Bogotá: · La Equidad · Millonarios · Santa Fe Equipos de Medellín: · Atlético Nacional · Independiente Medellín |
| Córdoba            | 1 | Jaguares                                                                     | Unión Junior Jaguares Cúcuta Bucaramanga Alianza Medellín Envigado R. Águilas Patriotas Caldas Bogotá · Tolima Cali América Huila Dep. Pasto Equipos de Bogotá: · La Equidad · Millonarios · Santa Fe Equipos de Medellín: · Atlético Nacional · Independiente Medellín |
| Huila              | 1 | Atlético Huila                                                               | Unión Junior Jaguares Cúcuta Bucaramanga Alianza Medellín Envigado R. Águilas Patriotas Caldas Bogotá · Tolima Cali América Huila Dep. Pasto Equipos de Bogotá: · La Equidad · Millonarios · Santa Fe Equipos de Medellín: · Atlético Nacional · Independiente Medellín |
| Magdalena          | 1 | Unión Magdalena                                                              | Unión Junior Jaguares Cúcuta Bucaramanga Alianza Medellín Envigado R. Águilas Patriotas Caldas Bogotá · Tolima Cali América Huila Dep. Pasto Equipos de Bogotá: · La Equidad · Millonarios · Santa Fe Equipos de Medellín: · Atlético Nacional · Independiente Medellín |
| Nariño             | 1 | Deportivo Pasto                                                              | Unión Junior Jaguares Cúcuta Bucaramanga Alianza Medellín Envigado R. Águilas Patriotas Caldas Bogotá · Tolima Cali América Huila Dep. Pasto Equipos de Bogotá: · La Equidad · Millonarios · Santa Fe Equipos de Medellín: · Atlético Nacional · Independiente Medellín |
| Norte de Santander | 1 | Cúcuta Deportivo                                                             | Unión Junior Jaguares Cúcuta Bucaramanga Alianza Medellín Envigado R. Águilas Patriotas Caldas Bogotá · Tolima Cali América Huila Dep. Pasto Equipos de Bogotá: · La Equidad · Millonarios · Santa Fe Equipos de Medellín: · Atlético Nacional · Independiente Medellín |
| Tolima             | 1 | Deportes Tolima                                                              | Unión Junior Jaguares Cúcuta Bucaramanga Alianza Medellín Envigado R. Águilas Patriotas Caldas Bogotá · Tolima Cali América Huila Dep. Pasto Equipos de Bogotá: · La Equidad · Millonarios · Santa Fe Equipos de Medellín: · Atlético Nacional · Independiente Medellín |

## Todos contra todos

### Clasificación
| Pos. | Equipos                | PJ | PG | PE | PP | GF | GC | Dif. | Pts. |
| ---- | ---------------------- | -- | -- | -- | -- | -- | -- | ---- | ---- |
| 1.   | Millonarios            | 20 | 11 | 6  | 3  | 30 | 15 | 15   | 39   |
| 2.   | Deportivo Cali         | 20 | 9  | 6  | 5  | 22 | 17 | 5    | 33   |
| 3.   | Deportes Tolima        | 20 | 9  | 5  | 6  | 27 | 16 | 11   | 32   |
| 4.   | América de Cali        | 20 | 9  | 5  | 6  | 26 | 20 | 6    | 32   |
| 5.   | Atlético Nacional      | 20 | 8  | 7  | 5  | 24 | 19 | 5    | 31   |
| 6.   | Deportivo Pasto        | 20 | 8  | 7  | 5  | 19 | 14 | 5    | 31   |
| 7.   | Junior                 | 20 | 6  | 12 | 2  | 24 | 18 | 6    | 30   |
| 8.   | Unión Magdalena        | 20 | 8  | 6  | 6  | 24 | 24 | 0    | 30   |
| 9.   | Independiente Medellín | 20 | 7  | 7  | 6  | 30 | 24 | 6    | 28   |
| 10.  | Once Caldas            | 20 | 8  | 4  | 8  | 20 | 16 | 4    | 28   |
| 11.  | Cúcuta Deportivo       | 20 | 8  | 3  | 9  | 25 | 27 | -2   | 27   |
| 12.  | Patriotas              | 20 | 7  | 6  | 7  | 20 | 31 | -11  | 27   |
| 13.  | Envigado F. C.         | 20 | 5  | 9  | 6  | 22 | 20 | 2    | 24   |
| 14.  | Alianza Petrolera      | 20 | 5  | 8  | 7  | 17 | 19 | -2   | 23   |
| 15.  | Jaguares               | 20 | 5  | 8  | 7  | 20 | 27 | -7   | 23   |
| 16.  | La Equidad             | 20 | 4  | 10 | 6  | 21 | 22 | -1   | 22   |
| 17.  | Atlético Bucaramanga   | 20 | 5  | 6  | 9  | 17 | 26 | -9   | 21   |
| 18.  | Atlético Huila         | 20 | 4  | 7  | 9  | 19 | 32 | -13  | 19   |
| 19.  | Rionegro Águilas       | 20 | 3  | 7  | 10 | 17 | 30 | -13  | 16   |
| 20.  | Santa Fe               | 20 | 1  | 11 | 8  | 17 | 24 | -7   | 14   |

Fuente: Web oficial de Dimayor
|  |                                            |
|  | Clasificados a cuadrangulares semifinales. |
|  | Eliminados.                                |

#### Evolución de la clasificación
| Equipo                 | Jornada | Jornada | Jornada | Jornada | Jornada | Jornada | Jornada | Jornada | Jornada | Jornada | Jornada | Jornada | Jornada | Jornada | Jornada | Jornada | Jornada | Jornada | Jornada | Jornada |
| Equipo                 | 1       | 2       | 3       | 4       | 5       | 6       | 7       | 8       | 9       | 10      | 11      | 12      | 13      | 14      | 15      | 16      | 17      | 18      | 19      | 20      |
| ---------------------- | ------- | ------- | ------- | ------- | ------- | ------- | ------- | ------- | ------- | ------- | ------- | ------- | ------- | ------- | ------- | ------- | ------- | ------- | ------- | ------- |
| Millonarios            | 7       | 10      | 6       | 3       | 2       | 1       | 1       | 1       | 2       | 1       | 4       | 3       | 1       | 1       | 1       | 1       | 1       | 1       | 1       | 1       |
| Deportivo Cali         | 2       | 8       | 9       | 10      | 3       | 5       | 5       | 6       | 5       | 6       | 7       | 6       | 7       | 8       | 7       | 6       | 6       | 4       | 6       | 2       |
| Deportes Tolima        | 12      | 18      | 13      | 7       | 6       | 8       | 7       | 5       | 7       | 5       | 3       | 2       | 3       | 3       | 3       | 2       | 2       | 2       | 2       | 3       |
| América de Cali        | 5       | 2       | 2       | 5       | 4       | 4       | 4       | 4       | 4       | 3       | 2       | 4       | 4       | 5       | 5       | 5       | 5       | 8       | 3       | 4       |
| Atlético Nacional      | 10      | 5       | 4       | 4       | 7       | 7       | 8       | 12      | 12      | 12      | 9       | 11      | 12      | 11      | 11      | 8       | 10      | 6       | 8       | 5       |
| Deportivo Pasto        | 8       | 12      | 14      | 19      | 11      | 16      | 15      | 17      | 14      | 10      | 10      | 8       | 5       | 4       | 4       | 4       | 4       | 3       | 5       | 6       |
| Junior                 | 13      | 7       | 5       | 2       | 5       | 3       | 3       | 2       | 3       | 4       | 1       | 1       | 2       | 2       | 2       | 3       | 3       | 5       | 4       | 7       |
| Unión Magdalena        | 14      | 13      | 10      | 11      | 12      | 9       | 11      | 9       | 11      | 11      | 15      | 14      | 16      | 12      | 9       | 10      | 12      | 10      | 9       | 8       |
| Independiente Medellín | 15      | 14      | 18      | 18      | 20      | 20      | 17      | 19      | 15      | 16      | 13      | 13      | 13      | 15      | 13      | 13      | 11      | 12      | 11      | 9       |
| Once Caldas            | 11      | 6       | 3       | 6       | 8       | 6       | 6       | 8       | 10      | 15      | 12      | 9       | 9       | 6       | 8       | 9       | 7       | 7       | 7       | 10      |
| Cúcuta Deportivo       | 1       | 1       | 1       | 1       | 1       | 2       | 2       | 3       | 1       | 2       | 5       | 5       | 6       | 7       | 6       | 7       | 8       | 9       | 13      | 11      |
| Patriotas              | 6       | 11      | 12      | 14      | 14      | 13      | 9       | 7       | 6       | 7       | 6       | 7       | 8       | 9       | 10      | 12      | 9       | 11      | 10      | 12      |
| Envigado F. C.         | 17      | 16      | 15      | 12      | 15      | 15      | 14      | 10      | 8       | 8       | 11      | 12      | 14      | 16      | 17      | 16      | 14      | 13      | 12      | 13      |
| Alianza Petrolera      | 16      | 9       | 11      | 13      | 13      | 17      | 18      | 13      | 9       | 9       | 8       | 10      | 10      | 13      | 15      | 17      | 15      | 15      | 15      | 14      |
| Jaguares               | 4       | 3       | 7       | 8       | 10      | 10      | 10      | 14      | 17      | 17      | 17      | 17      | 17      | 17      | 16      | 14      | 16      | 16      | 16      | 15      |
| La Equidad             | 3       | 4       | 8       | 9       | 9       | 11      | 12      | 11      | 13      | 13      | 16      | 16      | 15      | 14      | 14      | 15      | 17      | 18      | 17      | 16      |
| Atlético Bucaramanga   | 18      | 19      | 19      | 16      | 19      | 14      | 13      | 15      | 16      | 14      | 14      | 15      | 11      | 10      | 12      | 11      | 13      | 14      | 14      | 17      |
| Atlético Huila         | 19      | 17      | 17      | 15      | 18      | 12      | 16      | 18      | 18      | 18      | 19      | 19      | 19      | 18      | 18      | 19      | 18      | 17      | 18      | 18      |
| Rionegro Águilas       | 20      | 20      | 20      | 17      | 16      | 19      | 20      | 20      | 20      | 20      | 18      | 20      | 20      | 20      | 20      | 20      | 20      | 20      | 19      | 19      |
| Santa Fe               | 9       | 15      | 16      | 20      | 17      | 18      | 19      | 16      | 19      | 19      | 20      | 18      | 18      | 19      | 19      | 18      | 19      | 19      | 20      | 20      |

1. 1 2  Millonarios vs. Santa Fe, por la décima (10ª) fecha fue aplazado y se jugó el 28 de marzo, días antes de disputarse la duodécima (12ª) fecha.
2. 1 2  Deportivo Cali vs. Deportes Tolima, por la decimocuarta (14ª) fecha fue adelantado y se jugó el 14 de febrero, días antes de disputarse la quinta (5ª) fecha.
3. 1 2  Atlético Nacional vs. Deportivo Cali, por la séptima (7ª) fecha fue aplazado y se jugó el 20 de marzo, días antes de disputarse la undécima (11ª) fecha.
4. 1 2  Patriotas vs. Deportivo Cali, por la decimotercera (13ª) fecha fue adelantado y se jugó el 7 de marzo, días antes de disputarse la novena (9ª) fecha.
5. 1 2  Once Caldas vs. Deportivo Cali, por la decimonovena (19ª) fecha fue adelantado y se jugó el 24 de abril, días antes de disputarse la decimoctava (18ª) fecha.
6. 1 2  Deportes Tolima vs. Junior, por la primera (1ª) fecha fue aplazado y se jugó el 20 de febrero, días antes de disputarse la sexta (6ª) fecha.
7. 1 2 3 4  Junior vs. Unión Magdalena y Deportes Tolima vs. Atlético Nacional, por la decimotercera (13ª) fecha fueron adelantados y se jugaron el 27 de marzo, días antes de disputarse la duodécima (12ª) fecha.
8. 1 2  Atlético Nacional vs. Independiente Medellín, por la octava (8ª) fecha fue aplazado y se jugó el 24 de abril, días antes de disputarse la decimoctava (18ª) fecha.
9. 1 2  Cúcuta Deportivo vs. Independiente Medellín, por la decimosexta (16ª) fecha fue adelantado y se jugó el 28 de marzo, días antes de disputarse la duodécima (12ª) fecha.
10. 1 2  La Equidad vs. Rionegro Águilas, por la decimosexta (16ª) fecha fue aplazado y se jugó el 24 de abril, días antes de disputarse la decimoctava (18ª) fecha.

### Resultados
- La hora de cada encuentro corresponde al huso horario que rige a Colombia (UTC-5)

Nota: Los horarios y partidos de televisión se definen la semana previa a cada jornada. Los canales Win Sports, RCN Televisión y RCN HD2 son los medios de difusión por televisión autorizados por la Dimayor para la transmisión por cable de todos los partidos de cada jornada.
| Patriotas         | 2 : 1 | Independiente Medellín | La Independencia          | 25 de enero   | 19:45 | Win Sports |
| La Equidad        | 2 : 0 | Atlético Huila         | Metropolitano de Techo    | 26 de enero   | 14:00 | Win Sports |
| Unión Magdalena   | 3 : 4 | Jaguares               | Sierra Nevada             | 26 de enero   | 16:00 | Win Sports |
| Atlético Nacional | 0 : 0 | Once Caldas            | Atanasio Girardot         | 26 de enero   | 18:00 | RCN        |
| Cúcuta Deportivo  | 3 : 0 | Rionegro Águilas       | General Santander         | 26 de enero   | 18:00 | Win Sports |
| Deportivo Cali    | 2 : 0 | Atlético Bucaramanga   | Deportivo Cali            | 26 de enero   | 20:00 | Win Sports |
| Alianza Petrolera | 1 : 2 | América de Cali        | Daniel Villa Zapata       | 27 de enero   | 18:00 | Win Sports |
| Santa Fe          | 1 : 1 | Deportivo Pasto        | Nemesio Camacho El Campín | 27 de enero   | 18:00 | RCN        |
| Envigado F. C.    | 0 : 1 | Millonarios            | Polideportivo Sur         | 27 de enero   | 20:00 | Win Sports |
| Deportes Tolima   | 1 : 2 | Junior                 | Manuel Murillo Toro       | 20 de febrero | 20:00 | Win Sports |

| Atlético Huila         | 1 : 1 | Unión Magdalena   | Guillermo Plazas Alcid         | 29 de enero | 18:00 | Win Sports         |
| Independiente Medellín | 1 : 1 | La Equidad        | Atanasio Girardot              | 29 de enero | 20:00 | Win Sports         |
| Deportivo Pasto        | 1 : 1 | Envigado F. C.    | Municipal de Ipiales           | 30 de enero | 15:15 | Win Sports         |
| Santa Fe               | 1 : 2 | Cúcuta Deportivo  | Nemesio Camacho El Campín      | 30 de enero | 18:00 | Win Sports         |
| Jaguares               | 1 : 0 | Deportivo Cali    | Jaraguay                       | 30 de enero | 18:00 | Win Sports Alterno |
| Rionegro Águilas       | 0 : 1 | Alianza Petrolera | Alberto Grisales               | 30 de enero | 19:00 | RCN HD2            |
| Junior                 | 3 : 1 | Patriotas         | Metropolitano Roberto Meléndez | 30 de enero | 20:00 | Win Sports Atlerno |
| Atlético Bucaramanga   | 0 : 1 | Atlético Nacional | Alfonso López                  | 30 de enero | 20:00 | Win Sports         |
| Once Caldas            | 1 : 0 | Millonarios       | Palogrande                     | 31 de enero | 18:00 | Win Sports         |
| América de Cali        | 3 : 1 | Deportes Tolima   | Olímpico Pascual Guerrero      | 31 de enero | 20:00 | Win Sports         |

| Unión Magdalena   | 1 : 0 | La Equidad             | Sierra Nevada                  | 2 de febrero | 15:15 | Win Sports |
| Deportivo Cali    | 1 : 1 | Atlético Huila         | Deportivo Cali                 | 2 de febrero | 17:30 | Win Sports |
| Junior            | 3 : 2 | Independiente Medellín | Metropolitano Roberto Meléndez | 2 de febrero | 18:00 | RCN        |
| Atlético Nacional | 1 : 0 | Jaguares               | Atanasio Girardot              | 2 de febrero | 19:45 | Win Sports |
| Deportivo Pasto   | 1 : 2 | Once Caldas            | Municipal de Ipiales           | 3 de febrero | 14:00 | Win Sports |
| Cúcuta Deportivo  | 1 : 1 | Envigado F. C.         | General Santander              | 3 de febrero | 17:30 | Win Sports |
| Patriotas         | 1 : 1 | América de Cali        | La Independencia               | 3 de febrero | 18:00 | RCN        |
| Millonarios       | 2 : 0 | Atlético Bucaramanga   | Nemesio Camacho El Campín      | 3 de febrero | 19:30 | Win Sports |
| Deportes Tolima   | 2 : 0 | Rionegro Águilas       | Metropolitano de Techo         | 4 de febrero | 20:00 | Win Sports |
| Alianza Petrolera | 0 : 0 | Santa Fe               | Daniel Villa Zapata            | 5 de febrero | 20:00 | Win Sports |

| Atlético Bucaramanga   | 1 : 0 | Deportivo Pasto   | Alfonso López             | 8 de febrero  | 19:45 | Win Sports |
| Jaguares               | 1 : 2 | Millonarios       | Jaraguay                  | 9 de febrero  | 16:00 | Win Sports |
| Envigado F. C.         | 1 : 0 | Alianza Petrolera | Polideportivo Sur         | 9 de febrero  | 18:00 | Win Sports |
| Santa Fe               | 0 : 1 | Deportes Tolima   | Nemesio Camacho El Campín | 9 de febrero  | 18:00 | RCN        |
| Independiente Medellín | 1 : 1 | Unión Magdalena   | Atanasio Girardot         | 9 de febrero  | 20:00 | Win Sports |
| La Equidad             | 0 : 0 | Deportivo Cali    | Metropolitano de Techo    | 10 de febrero | 16:00 | Win Sports |
| Rionegro Águilas       | 2 : 1 | Patriotas         | Alberto Grisales          | 10 de febrero | 18:00 | Win Sports |
| Atlético Huila         | 1 : 1 | Atlético Nacional | Guillermo Plazas Alcid    | 10 de febrero | 18:00 | RCN        |
| América de Cali        | 0 : 1 | Junior            | Olímpico Pascual Guerrero | 10 de febrero | 20:00 | Win Sports |
| Once Caldas            | 1 : 2 | Cúcuta Deportivo  | Palogrande                | 11 de febrero | 20:00 | Win Sports |

| Millonarios       | 3 : 2 | Atlético Huila         | Nemesio Camacho El Campín      | 16 de febrero | 15:15 | Win Sports |
| América de Cali   | 3 : 0 | Independiente Medellín | Olímpico Pascual Guerrero      | 16 de febrero | 17:00 | RCN        |
| Alianza Petrolera | 1 : 1 | Once Caldas            | Daniel Villa Zapata            | 16 de febrero | 17:30 | Win Sports |
| Junior            | 1 : 1 | Rionegro Águilas       | Metropolitano Roberto Meléndez | 16 de febrero | 19:45 | Win Sports |
| Deportivo Pasto   | 4 : 1 | Jaguares               | Municipal de Ipiales           | 17 de febrero | 14:00 | Win Sports |
| Deportes Tolima   | 2 : 0 | Envigado F. C.         | Metropolitano de Techo         | 17 de febrero | 16:00 | Win Sports |
| Cúcuta Deportivo  | 3 : 2 | Atlético Bucaramanga   | General Santander              | 17 de febrero | 17:00 | RCN        |
| Patriotas         | 1 : 1 | Santa Fe               | La Independencia               | 17 de febrero | 18:00 | Win Sports |
| Atlético Nacional | 1 : 1 | La Equidad             | Atanasio Girardot              | 17 de febrero | 20:00 | Win Sports |
| Deportivo Cali    | 2 : 1 | Unión Magdalena        | Deportivo Cali                 | 19 de febrero | 19:30 | Win Sports |

| Atlético Huila         | 2 : 0 | Deportivo Pasto   | Guillermo Plazas Alcid    | 22 de febrero | 19:45 | Win Sports |
| Envigado F. C.         | 0 : 0 | Patriotas         | Polideportivo Sur         | 23 de febrero | 14:00 | Win Sports |
| Jaguares               | 1 : 1 | Cúcuta Deportivo  | Jaraguay                  | 23 de febrero | 16:00 | Win Sports |
| La Equidad             | 0 : 1 | Millonarios       | Metropolitano de Techo    | 23 de febrero | 17:00 | RCN        |
| Atlético Bucaramanga   | 3 : 0 | Alianza Petrolera | Alfonso López             | 23 de febrero | 18:00 | Win Sports |
| Rionegro Águilas       | 1 : 2 | América de Cali   | Alberto Grisales          | 23 de febrero | 20:00 | Win Sports |
| Unión Magdalena        | 1 : 0 | Atlético Nacional | Sierra Nevada             | 24 de febrero | 15:30 | Win Sports |
| Independiente Medellín | 1 : 1 | Deportivo Cali    | Atanasio Girardot         | 24 de febrero | 17:00 | RCN        |
| Once Caldas            | 2 : 1 | Deportes Tolima   | Palogrande                | 24 de febrero | 17:30 | Win Sports |
| Santa Fe               | 3 : 3 | Junior            | Nemesio Camacho El Campín | 24 de febrero | 19:30 | Win Sports |

| Alianza Petrolera | 1 : 1 | Jaguares               | Daniel Villa Zapata            | 26 de febrero | 18:00 | Win Sports |
| Cúcuta Deportivo  | 2 : 0 | Atlético Huila         | General Santander              | 26 de febrero | 20:00 | Win Sports |
| Deportivo Pasto   | 0 : 0 | La Equidad             | Municipal de Ipiales           | 27 de febrero | 14:00 | Win Sports |
| Patriotas         | 1 : 0 | Once Caldas            | La Independencia               | 27 de febrero | 16:00 | Win Sports |
| Deportes Tolima   | 0 : 0 | Atlético Bucaramanga   | Manuel Murillo Toro            | 27 de febrero | 18:00 | Win Sports |
| Junior            | 0 : 0 | Envigado F. C.         | Metropolitano Roberto Meléndez | 27 de febrero | 20:00 | Win Sports |
| Rionegro Águilas  | 0 : 1 | Independiente Medellín | Alberto Grisales               | 28 de febrero | 16:30 | Win Sports |
| América de Cali   | 0 : 0 | Santa Fe               | Olímpico Pascual Guerrero      | 28 de febrero | 18:30 | Win Sports |
| Millonarios       | 4 : 0 | Unión Magdalena        | Nemesio Camacho El Campín      | 28 de febrero | 20:30 | Win Sports |
| Atlético Nacional | 2 : 2 | Deportivo Cali         | Atanasio Girardot              | 20 de marzo   | 19:30 | Win Sports |

| Atlético Bucaramanga | 0 : 1 | Patriotas              | Alfonso López             | 2 de marzo  | 15:15 | Win Sports |
| Once Caldas          | 0 : 1 | Junior                 | Palogrande                | 2 de marzo  | 17:00 | RCN        |
| Jaguares             | 0 : 4 | Deportes Tolima        | Jaraguay                  | 2 de marzo  | 17:30 | Win Sports |
| La Equidad           | 2 : 1 | Cúcuta Deportivo       | Metropolitano de Techo    | 2 de marzo  | 19:45 | Win Sports |
| Santa Fe             | 2 : 2 | Rionegro Águilas       | Nemesio Camacho El Campín | 3 de marzo  | 14:00 | Win Sports |
| Unión Magdalena      | 1 : 0 | Deportivo Pasto        | Sierra Nevada             | 3 de marzo  | 16:00 | Win Sports |
| Deportivo Cali       | 1 : 1 | Millonarios            | Deportivo Cali            | 3 de marzo  | 17:00 | RCN        |
| Envigado F. C.       | 4 : 1 | América de Cali        | Polideportivo Sur         | 3 de marzo  | 18:30 | Win Sports |
| Atlético Huila       | 1 : 2 | Alianza Petrolera      | Guillermo Plazas Alcid    | 4 de marzo  | 20:00 | Win Sports |
| Atlético Nacional    | 1 : 0 | Independiente Medellín | Atanasio Girardot         | 24 de abril | 20:30 | Win Sports |

| Deportes Tolima        | 0 : 0 | Atlético Huila       | Manuel Murillo Toro            | 8 de marzo  | 19:45 | Win Sports      |
| Millonarios            | 1 : 1 | Atlético Nacional    | Nemesio Camacho El Campín      | 9 de marzo  | 17:00 | RCN             |
| Alianza Petrolera      | 2 : 0 | La Equidad           | Daniel Villa Zapata            | 9 de marzo  | 17:30 | Win Sports      |
| Junior                 | 0 : 0 | Atlético Bucaramanga | Metropolitano Roberto Meléndez | 9 de marzo  | 19:45 | Win Sports      |
| Deportivo Pasto        | 1 : 0 | Deportivo Cali       | Municipal de Ipiales           | 10 de marzo | 14:00 | Win Sports      |
| Patriotas              | 2 : 1 | Jaguares             | La Independencia               | 10 de marzo | 16:00 | Win Sports      |
| Independiente Medellín | 1 : 0 | Santa Fe             | Atanasio Girardot              | 10 de marzo | 17:00 | RCN             |
| Rionegro Águilas       | 1 : 3 | Envigado F. C.       | Alberto Grisales               | 10 de marzo | 17:00 | Sin transmisión |
| Cúcuta Deportivo       | 3 : 1 | Unión Magdalena      | General Santander              | 10 de marzo | 18:00 | Win Sports      |
| América de Cali        | 3 : 1 | Once Caldas          | Olímpico Pascual Guerrero      | 10 de marzo | 20:00 | Win Sports      |

| Independiente Medellín | 2 : 2 | Atlético Nacional | Atanasio Girardot         | 16 de marzo | 15:15 | Win Sports |
| Deportivo Cali         | 0 : 1 | América de Cali   | Deportivo Cali            | 16 de marzo | 17:00 | RCN        |
| La Equidad             | 2 : 2 | Patriotas         | Metropolitano de Techo    | 16 de marzo | 17:30 | Win Sports |
| Envigado F. C.         | 1 : 1 | Rionegro Águilas  | Polideportivo Sur         | 16 de marzo | 19:45 | Win Sports |
| Once Caldas            | 0 : 1 | Deportivo Pasto   | Palogrande                | 17 de marzo | 14:00 | Win Sports |
| Unión Magdalena        | 1 : 1 | Junior            | Sierra Nevada             | 17 de marzo | 15:30 | RCN        |
| Atlético Huila         | 1 : 5 | Deportes Tolima   | Guillermo Plazas Alcid    | 17 de marzo | 16:00 | Win Sports |
| Jaguares               | 0 : 0 | Alianza Petrolera | Jaraguay                  | 17 de marzo | 18:00 | Win Sports |
| Atlético Bucaramanga   | 1 : 0 | Cúcuta Deportivo  | Alfonso López             | 17 de marzo | 20:00 | Win Sports |
| Millonarios            | 1 : 1 | Santa Fe          | Nemesio Camacho El Campín | 28 de marzo | 20:00 | Win Sports |

| Deportivo Pasto        | 1 : 0 | Millonarios          | Municipal de Ipiales           | 23 de marzo | 15:15 | Win Sports |
| Cúcuta Deportivo       | 1 : 3 | Atlético Nacional    | General Santander              | 23 de marzo | 17:00 | RCN        |
| Alianza Petrolera      | 1 : 0 | Deportivo Cali       | Daniel Villa Zapata            | 23 de marzo | 17:30 | Win Sports |
| Deportes Tolima        | 1 : 0 | Unión Magdalena      | Manuel Murillo Toro            | 23 de marzo | 19:45 | Win Sports |
| Independiente Medellín | 4 : 1 | Envigado F. C.       | Atanasio Girardot              | 24 de marzo | 16:00 | Win Sports |
| Junior                 | 3 : 0 | Atlético Huila       | Metropolitano Roberto Meléndez | 24 de marzo | 17:00 | RCN        |
| América de Cali        | 1 : 0 | Jaguares             | Olímpico Pascual Guerrero      | 24 de marzo | 18:00 | Win Sports |
| Santa Fe               | 0 : 2 | Once Caldas          | Nemesio Camacho El Campín      | 24 de marzo | 20:00 | Win Sports |
| Patriotas              | 3 : 1 | La Equidad           | La Independencia               | 25 de marzo | 17:30 | Win Sports |
| Rionegro Águilas       | 1 : 1 | Atlético Bucaramanga | Alberto Grisales               | 25 de marzo | 19:30 | Win Sports |

| Atlético Huila       | 1 : 1 | Patriotas              | Guillermo Plazas Alcid    | 29 de marzo | 19:45 | Win Sports |
| La Equidad           | 0 : 0 | Deportes Tolima        | Metropolitano de Techo    | 30 de marzo | 14:00 | Win Sports |
| Jaguares             | 1 : 1 | Junior                 | Jaraguay                  | 30 de marzo | 16:00 | Win Sports |
| Atlético Bucaramanga | 0 : 0 | América de Cali        | Alfonso López             | 30 de marzo | 17:00 | RCN        |
| Once Caldas          | 2 : 0 | Rionegro Águilas       | Palogrande                | 30 de marzo | 18:00 | Win Sports |
| Atlético Nacional    | 0 : 1 | Deportivo Pasto        | Atanasio Girardot         | 30 de marzo | 20:00 | Win Sports |
| Unión Magdalena      | 1 : 1 | Alianza Petrolera      | Sierra Nevada             | 31 de marzo | 15:15 | Win Sports |
| Deportivo Cali       | 2 : 0 | Cúcuta Deportivo       | Deportivo Cali            | 31 de marzo | 17:00 | RCN        |
| Millonarios          | 3 : 2 | Independiente Medellín | Nemesio Camacho El Campín | 31 de marzo | 17:30 | Win Sports |
| Envigado F. C.       | 0 : 0 | Santa Fe               | Polideportivo Sur         | 31 de marzo | 19:30 | Win Sports |

| Patriotas              | 0 : 3 | Deportivo Cali       | La Independencia               | 7 de marzo  | 19:30 | Win Sports           |
| Junior                 | 1 : 1 | Unión Magdalena      | Metropolitano Roberto Meléndez | 27 de marzo | 18:15 | Win Sports           |
| Deportes Tolima        | 2 : 1 | Atlético Nacional    | Manuel Murillo Toro            | 27 de marzo | 20:15 | Win Sports           |
| Rionegro Águilas       | 0 : 0 | Atlético Huila       | Alberto Grisales               | 2 de abril  | 18:00 | Win Sports / RCN HD2 |
| América de Cali        | 1 : 3 | La Equidad           | Olímpico Pascual Guerrero      | 2 de abril  | 20:00 | Win Sports           |
| Envigado F. C.         | 1 : 2 | Atlético Bucaramanga | Polideportivo Sur              | 3 de abril  | 16:00 | Win Sports / RCN HD2 |
| Cúcuta Deportivo       | 1 : 3 | Deportivo Pasto      | General Santander              | 3 de abril  | 18:00 | Win Sports           |
| Alianza Petrolera      | 0 : 2 | Millonarios          | Daniel Villa Zapata            | 3 de abril  | 20:00 | Win Sports           |
| Santa Fe               | 0 : 0 | Jaguares             | Nemesio Camacho El Campín      | 4 de abril  | 18:00 | Win Sports           |
| Independiente Medellín | 1 : 1 | Once Caldas          | Atanasio Girardot              | 4 de abril  | 20:00 | Win Sports           |

| Deportivo Cali       | 2 : 1 | Deportes Tolima        | Deportivo Cali            | 14 de febrero | 19:30 | Win Sports |
| Unión Magdalena      | 4 : 0 | Patriotas              | Sierra Nevada             | 6 de abril    | 15:15 | Win Sports |
| Atlético Huila       | 2 : 1 | América de Cali        | Guillermo Plazas Alcid    | 6 de abril    | 17:00 | RCN        |
| La Equidad           | 2 : 2 | Junior                 | Metropolitano de Techo    | 6 de abril    | 20:00 | Win Sports |
| Deportivo Pasto      | 1 : 0 | Independiente Medellín | Municipal de Ipiales      | 7 de abril    | 14:00 | Win Sports |
| Jaguares             | 2 : 0 | Rionegro Águilas       | Jaraguay                  | 7 de abril    | 16:00 | Win Sports |
| Atlético Nacional    | 1 : 0 | Alianza Petrolera      | Atanasio Girardot         | 7 de abril    | 17:00 | RCN        |
| Atlético Bucaramanga | 2 : 1 | Santa Fe               | Alfonso López             | 7 de abril    | 18:00 | Win Sports |
| Millonarios          | 1 : 0 | Cúcuta Deportivo       | Nemesio Camacho El Campín | 7 de abril    | 20:00 | Win Sports |
| Once Caldas          | 1 : 0 | Envigado F. C.         | Palogrande                | 8 de abril    | 20:00 | Win Sports |

| Rionegro Águilas       | 0 : 1 | Unión Magdalena      | Alberto Grisales               | 13 de abril | 14:00 | Win Sports |
| Once Caldas            | 0 : 1 | Jaguares             | Palogrande                     | 13 de abril | 16:00 | Win Sports |
| Santa Fe               | 1 : 1 | La Equidad           | Nemesio Camacho El Campín      | 13 de abril | 18:00 | Win Sports |
| Independiente Medellín | 4 : 0 | Atlético Bucaramanga | Atanasio Girardot              | 13 de abril | 20:00 | Win Sports |
| Alianza Petrolera      | 0 : 1 | Cúcuta Deportivo     | Daniel Villa Zapata            | 14 de abril | 15:00 | Win Sports |
| Patriotas              | 1 : 3 | Millonarios          | La Independencia               | 14 de abril | 15:00 | RCN        |
| Junior                 | 0 : 0 | Atlético Nacional    | Metropolitano Roberto Meléndez | 14 de abril | 17:00 | RCN        |
| Envigado F. C.         | 1 : 1 | Atlético Huila       | Polideportivo Sur              | 14 de abril | 17:00 | Win Sports |
| Deportes Tolima        | 0 : 0 | Deportivo Pasto      | Manuel Murillo Toro            | 14 de abril | 17:00 | Win Sports |
| América de Cali        | 0 : 1 | Deportivo Cali       | Olímpico Pascual Guerrero      | 14 de abril | 19:30 | Win Sports |

| Cúcuta Deportivo     | 2 : 2 | Independiente Medellín | General Santander         | 28 de marzo | 18:00 | Win Sports |
| Atlético Bucaramanga | 1 : 1 | Once Caldas            | Alfonso López             | 16 de abril | 19:45 | Win Sports |
| Deportivo Pasto      | 1 : 0 | Alianza Petrolera      | Municipal de Ipiales      | 17 de abril | 14:00 | Win Sports |
| Jaguares             | 2 : 2 | Envigado F. C.         | Jaraguay                  | 17 de abril | 16:00 | Win Sports |
| Atlético Huila       | 0 : 3 | Santa Fe               | Guillermo Plazas Alcid    | 17 de abril | 18:00 | Win Sports |
| Millonarios          | 1 : 2 | Deportes Tolima        | Nemesio Camacho El Campín | 17 de abril | 19:00 | RCN        |
| Deportivo Cali       | 0 : 0 | Junior                 | Deportivo Cali            | 17 de abril | 20:00 | Win Sports |
| Unión Magdalena      | 0 : 3 | América de Cali        | Sierra Nevada             | 18 de abril | 15:15 | RCN        |
| Atlético Nacional    | 4 : 0 | Patriotas              | Atanasio Girardot         | 18 de abril | 19:30 | Win Sports |
| La Equidad           | 2 : 2 | Rionegro Águilas       | Metropolitano de Techo    | 24 de abril | 16:30 | Win Sports |

| Once Caldas            | 1 : 0 | La Equidad        | Palogrande                     | 20 de abril | 14:00 | Win Sports |
| Deportes Tolima        | 2 : 2 | Alianza Petrolera | Manuel Murillo Toro            | 20 de abril | 14:00 | Win Sports |
| Independiente Medellín | 3 : 0 | Jaguares          | Atanasio Girardot              | 20 de abril | 17:00 | RCN        |
| Santa Fe               | 1 : 2 | Deportivo Cali    | Nemesio Camacho El Campín      | 20 de abril | 20:00 | Win Sports |
| Patriotas              | 1 : 0 | Cúcuta Deportivo  | La Independencia               | 21 de abril | 14:00 | Win Sports |
| Envigado F. C.         | 1 : 1 | Unión Magdalena   | Polideportivo Sur              | 21 de abril | 16:00 | Win Sports |
| América de Cali        | 1 : 1 | Millonarios       | Olímpico Pascual Guerrero      | 21 de abril | 17:00 | RCN        |
| Junior                 | 0 : 0 | Deportivo Pasto   | Metropolitano Roberto Meléndez | 21 de abril | 18:00 | Win Sports |
| Rionegro Águilas       | 2 : 1 | Atlético Nacional | Alberto Grisales               | 21 de abril | 20:00 | Win Sports |
| Atlético Bucaramanga   | 2 : 4 | Atlético Huila    | Alfonso López                  | 22 de abril | 20:00 | Win Sports |

| La Equidad        | 0 : 1 | Envigado F. C.         | Metropolitano de Techo    | 27 de abril | 14:00 | Win Sports |
| Unión Magdalena   | 3 : 1 | Santa Fe               | Sierra Nevada             | 27 de abril | 16:00 | Win Sports |
| Deportivo Cali    | 2 : 1 | Rionegro Águilas       | Deportivo Cali            | 27 de abril | 17:00 | RCN        |
| Atlético Nacional | 2 : 0 | América de Cali        | Atanasio Girardot         | 27 de abril | 18:00 | Win Sports |
| Alianza Petrolera | 1 : 1 | Independiente Medellín | Daniel Villa Zapata       | 27 de abril | 20:00 | Win Sports |
| Deportivo Pasto   | 1 : 1 | Patriotas              | Municipal de Ipiales      | 28 de abril | 14:00 | Win Sports |
| Jaguares          | 1 : 1 | Atlético Bucaramanga   | Jaraguay                  | 28 de abril | 16:00 | Win Sports |
| Millonarios       | 2 : 0 | Junior                 | Nemesio Camacho El Campín | 28 de abril | 17:00 | RCN        |
| Atlético Huila    | 1 : 0 | Once Caldas            | Guillermo Plazas Alcid    | 28 de abril | 18:00 | Win Sports |
| Cúcuta Deportivo  | 0 : 2 | Deportes Tolima        | General Santander         | 28 de abril | 20:00 | Win Sports |

| Once Caldas            | 4 : 0 | Deportivo Cali    | Palogrande                     | 24 de abril | 18:30 | Win Sports |
| Envigado F. C.         | 4 : 0 | Atlético Nacional | Polideportivo Sur              | 30 de abril | 19:00 | Win Sports |
| Patriotas              | 1 : 0 | Deportes Tolima   | La Independencia               | 1 de mayo   | 14:00 | Win Sports |
| Rionegro Águilas       | 2 : 1 | Deportivo Pasto   | Alberto Grisales               | 1 de mayo   | 16:00 | Win Sports |
| Jaguares               | 1 : 1 | La Equidad        | Jaraguay                       | 1 de mayo   | 18:00 | Win Sports |
| Santa Fe               | 0 : 0 | Millonarios       | Nemesio Camacho El Campín      | 1 de mayo   | 18:00 | RCN        |
| Independiente Medellín | 2 : 1 | Atlético Huila    | Atanasio Girardot              | 1 de mayo   | 20:00 | Win Sports |
| Atlético Bucaramanga   | 0 : 1 | Unión Magdalena   | Alfonso López                  | 2 de mayo   | 16:15 | Win Sports |
| Junior                 | 1 : 1 | Alianza Petrolera | Metropolitano Roberto Meléndez | 2 de mayo   | 18:15 | Win Sports |
| América de Cali        | 2 : 0 | Cúcuta Deportivo  | Olímpico Pascual Guerrero      | 2 de mayo   | 20:15 | Win Sports |

| Atlético Huila    | 0 : 2 | Jaguares               | Guillermo Plazas Alcid    | 4 de mayo | 19:45 | Win Sports |
| Deportes Tolima   | 0 : 1 | Independiente Medellín | Manuel Murillo Toro       | 5 de mayo | 15:30 | Win Sports |
| Alianza Petrolera | 3 : 0 | Patriotas              | Daniel Villa Zapata       | 5 de mayo | 15:30 | Win Sports |
| Cúcuta Deportivo  | 2 : 1 | Junior                 | General Santander         | 5 de mayo | 15:30 | Win Sports |
| Deportivo Pasto   | 1 : 1 | América de Cali        | Municipal de Ipiales      | 5 de mayo | 15:30 | Win Sports |
| Atlético Nacional | 2 : 1 | Santa Fe               | Atanasio Girardot         | 5 de mayo | 15:30 | Win Sports |
| Deportivo Cali    | 1 : 0 | Envigado F. C.         | Deportivo Cali            | 5 de mayo | 15:30 | Win Sports |
| Unión Magdalena   | 1 : 0 | Once Caldas            | Sierra Nevada             | 5 de mayo | 15:30 | RCN        |
| Millonarios       | 1 : 1 | Rionegro Águilas       | Nemesio Camacho El Campín | 5 de mayo | 17:30 | RCN        |
| La Equidad        | 3 : 1 | Atlético Bucaramanga   | Metropolitano de Techo    | 5 de mayo | 17:30 | Win Sports |

1. ↑  El partido América de Cali vs. Millonarios tuvo un retraso de 30 minutos por lluvia, iniciando a las 17:30 horas.

## Cuadrangulares semifinales
- La hora de cada encuentro corresponde al huso horario que rige a Colombia (UTC-5)

La segunda fase del Torneo Apertura 2019 serán los cuadrangulares semifinales. Estos los disputarán los ocho mejores equipos del torneo distribuidos en dos grupos de cuatro equipos. Los dos primeros de la fase todos contra todos serán cabezas de los grupos A y B, respectivamente, mientras que los seis equipos restantes fueron sorteados según su posición para integrar los dos grupos. Los ganadores de cada grupo de los cuadrangulares se enfrentarán en la gran final para definir al campeón. El sorteo de los cuadrangulares semifinales se realizó el 5 de mayo de 2019.
|  |                                              |
|  | Clasificados a la final del Torneo Apertura. |
|  | Eliminados.                                  |

### Grupo A
| Pos. | Equipos         | PJ | PG | PE | PP | GF | GC | Dif. | Pts. |
| ---- | --------------- | -- | -- | -- | -- | -- | -- | ---- | ---- |
| 1.   | Deportivo Pasto | 6  | 4  | 1  | 1  | 11 | 3  | 8    | 13   |
| 2.   | Millonarios     | 6  | 3  | 2  | 1  | 7  | 5  | 2    | 11   |
| 3.   | América de Cali | 6  | 3  | 0  | 3  | 9  | 7  | 2    | 9    |
| 4.   | Unión Magdalena | 6  | 0  | 1  | 5  | 2  | 14 | -12  | 1    |

| Equipo / Jornada | 1 | 2 | 3 | 4 | 5 | 6 |
| ---------------- | - | - | - | - | - | - |
| Deportivo Pasto  | 1 | 1 | 1 | 2 | 2 | 1 |
| Millonarios      | 2 | 2 | 2 | 1 | 1 | 2 |
| América de Cali  | 3 | 3 | 3 | 3 | 3 | 3 |
| Unión Magdalena  | 4 | 4 | 4 | 4 | 4 | 4 |

- Última actualización: 5 de junio de 2019.
- Fuente: Web oficial de Dimayor

| Primera | Unión Magdalena | 1 : 3 | Deportivo Pasto | Sierra Nevada             | 11 de mayo | 15:45 | RCN        |
| Primera | América de Cali | 1 : 2 | Millonarios     | Olímpico Pascual Guerrero | 12 de mayo | 17:00 | RCN        |
| Segunda | Deportivo Pasto | 1 : 0 | América de Cali | Municipal de Ipiales      | 15 de mayo | 14:30 | RCN        |
| Segunda | Millonarios     | 1 : 0 | Unión Magdalena | Nemesio Camacho El Campín | 15 de mayo | 20:00 | Win Sports |
| Tercera | Deportivo Pasto | 1 : 1 | Millonarios     | Municipal de Ipiales      | 18 de mayo | 14:00 | Win Sports |
| Tercera | Unión Magdalena | 0 : 2 | América de Cali | Sierra Nevada             | 18 de mayo | 15:30 | RCN        |
| Cuarta  | América de Cali | 4 : 0 | Unión Magdalena | Olímpico Pascual Guerrero | 22 de mayo | 20:00 | Win Sports |
| Cuarta  | Millonarios     | 1 : 0 | Deportivo Pasto | Nemesio Camacho El Campín | 25 de mayo | 17:00 | RCN        |
| Quinta  | Unión Magdalena | 1 : 1 | Millonarios     | Sierra Nevada             | 1 de junio | 16:00 | Win Sports |
| Quinta  | América de Cali | 0 : 3 | Deportivo Pasto | Olímpico Pascual Guerrero | 1 de junio | 18:00 | RCN        |
| Sexta   | Deportivo Pasto | 3 : 0 | Unión Magdalena | Municipal de Ipiales      | 5 de junio | 15:30 | RCN        |
| Sexta   | Millonarios     | 1 : 2 | América de Cali | Nemesio Camacho El Campín | 5 de junio | 15:30 | Win Sports |

### Grupo B
| Pos. | Equipos           | PJ | PG | PE | PP | GF | GC | Dif. | Pts. |
| ---- | ----------------- | -- | -- | -- | -- | -- | -- | ---- | ---- |
| 1.   | Junior            | 6  | 3  | 3  | 0  | 9  | 5  | 4    | 12   |
| 2.   | Deportes Tolima   | 6  | 3  | 3  | 0  | 9  | 6  | 3    | 12   |
| 3.   | Deportivo Cali    | 6  | 1  | 1  | 4  | 6  | 9  | -3   | 4    |
| 4.   | Atlético Nacional | 6  | 1  | 1  | 4  | 6  | 10 | -4   | 4    |

| Equipo / Jornada  | 1 | 2 | 3 | 4 | 5 | 6 |
| ----------------- | - | - | - | - | - | - |
| Junior            | 4 | 2 | 2 | 2 | 1 | 1 |
| Deportes Tolima   | 2 | 1 | 1 | 1 | 2 | 2 |
| Deportivo Cali    | 1 | 3 | 3 | 3 | 3 | 3 |
| Atlético Nacional | 3 | 4 | 4 | 4 | 4 | 4 |

- Última actualización: 5 de junio de 2019.
- Fuente: Web oficial de Dimayor

| Primera | Junior            | 0 : 0 | Atlético Nacional | Metropolitano Roberto Meléndez | 12 de mayo | 19:00 | Win Sports |
| Primera | Deportes Tolima   | 1 : 1 | Deportivo Cali    | Manuel Murillo Toro            | 13 de mayo | 19:45 | Win Sports |
| Segunda | Deportivo Cali    | 1 : 2 | Junior            | Deportivo Cali                 | 16 de mayo | 19:00 | RCN        |
| Segunda | Atlético Nacional | 1 : 2 | Deportes Tolima   | Atanasio Girardot              | 16 de mayo | 20:00 | Win Sports |
| Tercera | Atlético Nacional | 1 : 3 | Deportivo Cali    | Atanasio Girardot              | 19 de mayo | 17:00 | RCN        |
| Tercera | Junior            | 1 : 1 | Deportes Tolima   | Metropolitano Roberto Meléndez | 19 de mayo | 19:00 | Win Sports |
| Cuarta  | Deportes Tolima   | 1 : 1 | Junior            | Manuel Murillo Toro            | 26 de mayo | 17:15 | RCN        |
| Cuarta  | Deportivo Cali    | 0 : 1 | Atlético Nacional | Deportivo Cali                 | 26 de mayo | 19:30 | Win Sports |
| Quinta  | Deportes Tolima   | 2 : 1 | Atlético Nacional | Manuel Murillo Toro            | 2 de junio | 17:30 | RCN        |
| Quinta  | Junior            | 2 : 0 | Deportivo Cali    | Metropolitano Roberto Meléndez | 2 de junio | 19:15 | Win Sports |
| Sexta   | Deportivo Cali    | 1 : 2 | Deportes Tolima   | Deportivo Cali                 | 5 de junio | 18:00 | Win Sports |
| Sexta   | Atlético Nacional | 2 : 3 | Junior            | Atanasio Girardot              | 5 de junio | 18:00 | RCN        |

## Final
- La hora de cada encuentro corresponde al huso horario que rige a Colombia (UTC-5).

| 8 de junio de 2019, 19:30 | Junior       | 1:0 (0:0) | Deportivo Pasto | Estadio Metropolitano Roberto Meléndez, Barranquilla         |                                                              |
|                           | Sambueza 64' | Reporte   |                 | Asistencia: 40 000 espectadores Árbitro(s): Alexander Ospina | Asistencia: 40 000 espectadores Árbitro(s): Alexander Ospina |

| 12 de junio de 2019, 19:45 | Deportivo Pasto                             | 1:0 (0:0) (4:5 p.)         | Junior                                     | Estadio Nemesio Camacho El Campín, Bogotá                   |                                                             |
|                            | Vanegas 80'                                 | Reporte                    |                                            | Asistencia: 25 722 espectadores Árbitro(s): Carlos Betancur | Asistencia: 25 722 espectadores Árbitro(s): Carlos Betancur |
|                            |                                             | Tiros desde el punto penal |                                            |                                                             |                                                             |
|                            | Cardona · Núñez · Vázquez · Volpi · Vanegas |                            | Narváez · Rangel · Pérez · Sánchez · Viera |                                                             |                                                             |

|                           |
| Bandera de Colombia       |
| Campeón Junior 9.º título |

## Estadísticas

### Goleadores
| Jugador                                    | Equipos                | Goles | PJ | Media |
| ------------------------------------------ | ---------------------- | ----- | -- | ----- |
| Germán Cano                                | Independiente Medellín | 21    | 20 | 1.05  |
| Juan Dinenno                               | Deportivo Cali         | 15    | 25 | 0.6   |
| Fernando Aristeguieta                      | América de Cali        | 14    | 22 | 0.64  |
| Carlos Peralta                             | La Equidad             | 10    | 17 | 0.59  |
| Marco Pérez                                | Deportes Tolima        | 10    | 20 | 0.5   |
| Jonathan Agudelo                           | Cúcuta Deportivo       | 9     | 19 | 0.47  |
| Ricardo Márquez                            | Unión Magdalena        | 9     | 22 | 0.41  |
| Hernán Barcos                              | Atlético Nacional      | 7     | 20 | 0.35  |
| Fabián González                            | Millonarios            | 6     | 20 | 0.3   |
| Alexis Zapata                              | Envigado F. C.         | 6     | 20 | 0.3   |
| Última actualización: 12 de junio de 2019. |                        |       |    |       |

Fuente: Web oficial de Dimayor

### Asistencias
| Jugador                                    | Equipos                | Asistencias |
| ------------------------------------------ | ---------------------- | ----------- |
| Yesus Cabrera                              | América de Cali        | 10          |
| Teófilo Gutiérrez                          | Junior                 | 6           |
| Christian Marrugo                          | Millonarios            | 6           |
| Mariano Vázquez                            | Deportivo Pasto        | 5           |
| Alex Castro                                | Deportes Tolima        | 5           |
| Víctor Cantillo                            | Junior                 | 4           |
| David Silva                                | Millonarios            | 4           |
| Déiber Caicedo                             | Deportivo Cali         | 4           |
| Andrés Ricaurte                            | Independiente Medellín | 4           |
| Roque Caballero                            | Atlético Bucaramanga   | 4           |
| Última actualización: 12 de junio de 2019. |                        |             |

Fuente: Soccerway

### Tripletes o más
| 26 de enero   | Ricardo Márquez       | 3 | Unión Magdalena        | 3:4 | Jaguares               |
| 16 de febrero | Fernando Aristeguieta | 3 | América de Cali        | 3:0 | Independiente Medellín |
| 28 de febrero | Roberto Ovelar        | 3 | Millonarios            | 4:0 | Unión Magdalena        |
| 13 de abril   | Germán Cano           | 3 | Independiente Medellín | 4:0 | Atlético Bucaramanga   |